# SkiFree
SkiFree ist ein Computerspiel von 1991. Ziel des Spiels ist es, auf einer endlos erscheinenden Piste mit Skiern herunterzufahren und Hindernissen auszuweichen. Grafik und Steuerung sind auf einfachem Niveau. Geschrieben wurde es von Chris Pirih, der zu diesem Zeitpunkt bei Microsoft als Programmierer tätig war. Momentan ist es als Freeware freigegeben, aber die Rechte liegen noch bei Microsoft.

## Spielprinzip
Der Spieler kann aus vier Modi wählen:
- Freestyle-Kurs (möglichst viele Stylepunkte sammeln)
- Slalom-Kurs (Rennen auf Zeit)
- Baumslalom (Rennen auf Zeit um Bäume)
- keinen Kurs zu betreten (freie Fahrt)

Das Spiel kann auf drei Arten bedient werden:
- mit der Maus
- mit den Steuertasten
- über den Ziffernblock

Wenn der Spieler das Ziel erreicht hat, ist das Spiel noch nicht beendet. Er kann weiterfahren, bis er nach 2000 Metern von einem Schneemenschen verfolgt wird. Wenn der Schneemensch den Skifahrer erwischt, wird dieser umgehend von ihm verspeist. Nach weiteren 2000 Metern wird die Startposition wieder erreicht.

## Geschichte
Pirih entwickelte SkiFree, um sich mit C vertraut zu machen und um eine grafische Version des alten VAX/VMS-Skispiels für VT100-Terminals zu erstellen. Das Spiel wurde entdeckt, als der zuständige Programmchef des Microsoft Entertainment Pack Pirih beim Spielen zusah. Das Spiel wurde danach in das nächste Entertainment Pack (Version 3) aufgenommen, später auch in das Best of Windows Entertainment Pack.
Es ist als portierte Version für den Macintosh verfügbar.
1993 startete Pirih die Arbeit an einem zweiten Teil, den er jedoch zu Gunsten anderer Projekte aufgab, außerdem verlor er den Source Code. Am 4. April 2005 gab er die Wiederentdeckung des Codes bekannt und entwickelte daraus eine 32-Bit-Version von SkiFree, die frei heruntergeladen werden kann.
2020 veröffentlichte Microsoft Surf, ein Spiel, das stark von SkiFree inspiriert ist. Genau wie das Dino-Spiel von Google Chrome ist auch Surf für die Offline-Nutzung in den Webbrowser Edge integriert.

## Systemvoraussetzungen
SkiFree läuft auch auf einem 286er mit CGA-Grafikkarte, jedoch zielte es auf die schnelleren 386er mit VGA-Grafikkarte ab. Als Betriebssystem benötigt man mindestens Windows 3.0.
Da das ursprüngliche SkiFree ein 16-Bit-Programm ist, treten auf 32-Bit-Systemen oft Kompatibilitätsprobleme auf. Deshalb wurde im April 2005 eine 32-Bit-Version (Version 1.03) von SkiFree veröffentlicht. Momentan gibt es Version 1.04 (vom 2. Oktober 2005). Diese Version ist deutlich ressourcenschonender und läuft auch auf 64-Bit-CPUs.

## Umsetzungen
GnuSki ist ein textbasierter SkiFree-Klon, der unter GPL steht und in C++ (Cygwin) entwickelt wurde. Es liegt momentan in Version 0.50b (vom 3. März 2002) vor, und es fehlen noch einige Features (Monster, Timer, Optionen). Es gibt eine Version für die PSP und eine für den Taschenrechner TI-92.